# Double désintégration bêta
Le processus de double désintégration bêta est un mode de décroissance nucléaire, qui consiste en deux désintégrations bêta simultanées dans un même noyau atomique. Il résulte généralement de ce processus l'émission de deux neutrinos, mais certaines théories prédisent une double désintégration sans émission de neutrinos, bien qu'un tel évènement n'ait jamais été observé.

## Double désintégration bêta avec émission de neutrinos
La double désintégration bêta avec émission de neutrinos (ββ2ν) est un mode de décroissance autorisé par le modèle standard.
Ce processus consiste en la transmutation simultanée de deux neutrons en deux protons et deux électrons, avec émission de deux antineutrinos (pour conserver le nombre leptonique), comme deux désintégrations bêta simples. La ββ2ν ne concerne que les noyaux pair-pair (c'est-à-dire possédant un nombre pair de protons et un nombre pair de neutrons), riches en neutrons, qui ne peuvent pas faire de décroissance β simple (pour des raisons énergétiques).
La double désintégration bêta « standard » a été observée pour une dizaine de radioisotopes avec l'expérience NEMO (Neutrino Ettore Majorana Observatory). L'ordre de grandeur des demi-vies correspondantes est de 1020 ans.

## Double désintégration bêta sans émission de neutrino

Diagramme de Feynman du processus de double désintégration bêta sans émission de neutrino.

De nombreuses recherches tentent de mettre en évidence la double désintégration bêta sans émission de neutrinos (ββ0ν). Ce processus est prédit sous certaines conditions. En particulier, il nécessite que le neutrino soit une particule de Majorana (c'est-à-dire qu'il soit sa propre antiparticule) et non une particule de Dirac. L'observation d'une telle décroissance, strictement interdite par le modèle standard de la physique des particules car elle ne respecte pas la loi de conservation du nombre leptonique, démontrerait l'existence d'une « nouvelle physique », au-delà du modèle standard. Elle permettrait en outre d'accéder à la masse du neutrino, trop faible pour être mesurée directement avec les techniques expérimentales actuelles, mais non nulle comme le démontre le phénomène d'oscillation des neutrinos.